# Либеральная партия Великобритании
Либера́льная па́ртия (англ. The Liberal Party) — одна из двух, наряду с Консервативной партией, ведущих политических сил Великобритании в XIX веке и до 1920-х годов и третья по численности и влиянию партия до 1988 года, когда она объединилась с Социал-демократической партией в партию Либеральных демократов.
Начавшись как союз вигов, пилитов, поддерживающих свободную торговлю, и радикалов-реформистов в 1850-х годах, к концу XIX века Либеральная партия сформировала четыре правительства под руководством Уильяма Гладстона. Несмотря на разногласия по вопросу ирландского самоуправления, партия вернулась к власти в 1905 году и одержала убедительную победу на выборах 1906 года.
При премьер-министрах Генри Кэмпбелл-Баннермане (1905—1908) и Герберте Асквите (1908—1916) Либеральная партия провела реформы, которые создали базовое государство всеобщего благосостояния. Хотя Асквит был лидером партии, её доминирующей фигурой был Дэвид Ллойд Джордж. В разгар Первой мировой войны Асквит потерял поддержку Палаты общин и ушёл в отставку, и Ллойд Джордж заменил его в конце 1916 года, но Асквит остался лидером Либеральной партии. Раскол между отколовшейся фракцией Ллойд Джорджа и официальной Либеральной партией Асквита сильно ослабил партию.
В коалиционном правительстве Ллойд Джорджа всё больше доминировала Консервативная партия, которая окончательно свергла его в 1922 году. К концу 1920-х годов Лейбористская партия заменила либералов в качестве главного соперника консерваторов. Так начался упадок Либеральной партии. В 1950-х годах либералы получила всего шесть мест на выборах. Помимо отдельных заметных побед на дополнительных выборах, её состояние существенно не улучшилось, пока в 1981 году не появился Альянс СДП — Либералы с недавно сформированной Социал-демократической партией (СДП). На выборах 1983 года Альянс получил более четверти голосов, но из-за системы голосования получил только 23 из 650 мест. На выборах 1987 года коалиция собрала меньше 23 % голосов и в 1988 году либералы и СДП объединились, образовав партию Социал и либеральных демократов (англ. Social and Liberal Democrats, SLD), которые в следующем году были переименованы в Либеральных демократов. Отколовшаяся группа, не согласных с объединением с СДП, в 1989 году воссоздала Либеральную партию.
Среди выдающихся интеллектуалов, связанных с Либеральной партией, — философ Джон Стюарт Милль, экономисты Джон Мейнард Кейнс и Уильям Беверидж. Уинстон Черчилль, 20 лет состоявший в Либеральной партии, написал книгу Liberalism and the Social Problem (1909), которую английский левый журналист Генри Уильям Мэссингем оценил как «впечатляющий и убедительный аргумент» и которую многие считают библией движения.

## Идеология

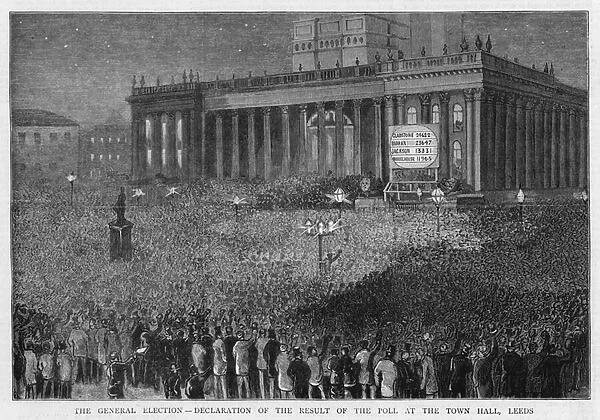
Толпа у Таун-холл в Лидсе во время выборов кандидата от Либеральной партии в Палату общин (1880 год).

В XIX веке идеологию Либеральной партии можно было охарактеризовать современным термином «классический либерализм». Либералы выступали за политику невмешательства государства в экономику, в частности, фритредерство и ограниченное правительство (после викторианской эпохи эту доктрину обычно называли «гладстонианский либерализм» по имени либерального премьер-министра Уильяма Гладстона). Так, в течение всего XIX века либералы боролись за свободу торговли; самой крупной её победой в этой области была отмена хлебных законов в 1846 году, хотя и осуществлённая консервативным министерством. Также Либеральная партия выступала за социальные реформы, личную свободу, сокращение полномочий Короны и англиканской церкви (многие из либералов были нонконформистами) и расширение избирательного права. Сэр Уильям Харкорт, видный либеральный политик викторианской эпохи, в 1872 году сказал о либерализме и Либеральной партии:
Если есть какая-либо партия, которая более других привержена сопротивлению политике ограничительного законодательства, имеющей своей целью социальное принуждение, то это Либеральная партия. (Аплодисменты.) Но свобода не состоит в том, чтобы заставлять других делать то, что вы считаете правильным. (Слушайте, слушайте.) Разница между свободным правительством и правительством, которое не является свободным, состоит главным образом в том, что правительство, которое не является свободным, вмешивается во всё, что оно может, а свободное правительство не вмешивается ни во что, кроме того, что оно должно делать. Деспотическое правительство пытается заставить каждого делать то, что оно хочет; либеральное правительство старается, насколько это позволяет безопасность общества, позволить каждому поступать так, как он желает. Либеральная партия традиционно придерживается доктрины индивидуальной свободы. Именно потому, что она делает это, Англия стала местом, где люди могут делать больше того, что им заблагорассудится, чем в любой другой стране мира. […] Это практика, когда одна группа людей позволяет одной группе людей диктовать другой группе людей, что им следует делать, что им думать, что им пить, когда им ложиться спать, что им покупать и где покупать, какую зарплату получать и как её потратить, то против чего всегда протестовала Либеральная партия.
В 1860-х годах характер Либеральной партии изменился. Из партии высших классов, выросшей из аристократической фракции в Палате лордов времён короля Карла II, она начинает превращаться в более демократичную, делая ставку на расширение избирательного права. Либералы предложила избирательную реформу 1867 года и провели реформу 1884 года, а в 1891 году в своей ньюкаслской речи лорд Гладстон, представляя новую программу партии, обозначил, в том числе, требование: one man — one vote, и предложил снижение ценза оседлости для избирателей.

Во главе либеральной партии Англии, начиная ещё с 60-х гг. XIX столетия и кончая 1898 годом, когда он умер, — стоял Вильям Гладстон, по рождению и воспитанию принадлежавший к состоятельной буржуазии, но пользовавшийся большим уважением также и в рабочих слоях. Он за свою долгую жизнь был четыре раза первым министром и всякий раз ознаменовывал свое пребывание, во главе правительства какой-либо нужной, давно назревшей реформой (именно он, например, провел закон 1884 г., давший Англии фактически всеобщее избирательное право).— Е. В. Тарле.
Кроме избирательной реформы, в 1860-х годах на счету партии целый ряд реформ в области государственного права: отделение церкви от государства в Ирландии (1869), два важных земельных акта в Ирландии (1870, 1881), тайное голосование (1872), гомруль, реформа Палаты лордов и местного управления («графские советы» ведены в 1888 году министерством лорда Солсбери, «приходские советы» в 1891 году).
В середине-конце 1880-х годов Либеральная партия стала отходить от прежних идей. Как результат, политические термины «современный», «прогрессивный» или «новый» либерализм начали всё чаще использоваться для обозначения тенденции либералов отдавать предпочтение усилению роли государства, отказываясь от классического либерального акцента на самопомощь и свободу выбора. В условиях расширение избирательного права, партии, чтобы получить поддержку новых избирателей из низших слоев, приходилось сохранять свой демократический характер, жертвуя основным принципом старого либерализма: ограничением роли государства. Она отстаивала, например, законодательную защиту рабочих, против которой упорно боролась в 1842—1844 годах. Так, в 1890-х годах предпринято законодательное регулирование рабочего дня, по крайней мере для горнорабочих, и ответственности предпринимателей за несчастные случаи с рабочими. С другой стороны, более умеренные элементы партии, защищавшие специальные интересы буржуазии, постепенно отпадали от либералов и переходили на сторону консерваторов; в широких размерах это случилось в 1866 годах по вопросу об избирательной реформе и в 1885 году по вопросу о гомруле.
К началу XX века позиция либералов начала смещаться в сторону «нового либерализма», того, что сегодня назвали бы социальным либерализмом, а именно веры то что свобода личности достижима только при благоприятных социальных и экономических обстоятельствах, которые возможно создать только посредством коллективных действий и государственного вмешательства. Этот сдвиг лучше всего демонстрирует либеральное правительство Герберта Генри Асквита и его канцлера Дэвида Ллойда Джорджа, чьи реформы в начале 1900-х годов создали в Великобритании базовое государство всеобщего благосостояния.
В 1920-х годах растущая популярность лейбористов и раскол в рядах либералов лишили их статуса третьей партии. Пытаясь усилить Либеральную партию и вернуть её прежние позиции, на выборах 1929 года Дэвид Ллойд Джордж выдвигает программу под названием «Мы можем победить безработицу!». К этому времени либералы, как указано в Liberal Yellow Book, теперь считали противодействие государственному вмешательству характерной чертой правых экстремистов.
После почти полного исчезновения в 1940-х и 1950-х годах Либеральная партия смогла частично возродился в 1960-х годах под руководством Джо Гримонда, позиционируя себя как радикальную центристскую, несоциалистическую альтернативу правительствам Консервативной и Лейбористской партии того времени.

## История
Партия считается наследницей партии вигов, само название «Либеральная партия» было принято в 1859 году, когда она фактически представляла собой коалицию вигов в Палате лордов и радикалов в Палате общин, к которым присоединились пилиты (тори-фритредеры).

### Основание

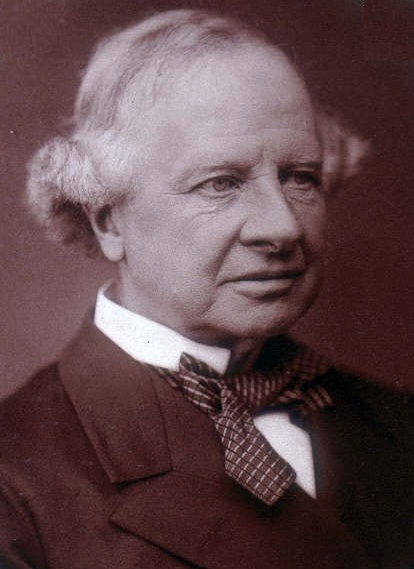
Джордж Левесон-Гоуэр, 2-й граф Гренвиль, первый лидер партии (1859–1865).

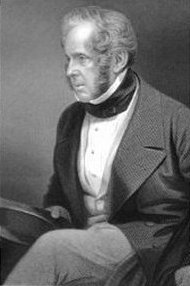
Генри Джон Темпл, 3-й виконт Палмерстон, британский премьер-министр (1855—1858 и 1859—1865).

Либеральная партия выросла из вигов, которые возникли из аристократической фракции в Палате лордов времён правления короля Карла II и радикалов начала XIX века. Виги выступали за сокращение власти Короны и усиление власти Парламента. Хотя изначально их мотивами было получение большей власти для себя, наиболее идеалистические виги постепенно стали поддерживать расширение демократии ради неё самой. Основными деятелями реформистского виггерства были Чарльз Джеймс Фокс (умер в 1806), вождь левого крыла вигов, идеолог британского либерализма и убеждённый оппонент короля Георга III, и его ученик и преемник граф Грей, премьер-министр в 1830—1834 годах. После десятилетий оппозиции виги вернулись к власти под руководством Грея в 1830 году и приняли Акт о парламентской реформе в 1832 году, а в 1833 году отменили работорговлю в Британской империи.
Акт о парламентской реформе стал кульминацией вигизма, но он также привёл к упадку вигов. Допуск среднего класса к выборам и в Палату общин в конечном итоге привёл к развитию систематического либерализма среднего класса и концу виггерства, хотя в течение многих лет аристократы-реформаторы занимали руководящие посты в партии. Спустя годы после отставки Грея партию возглавил сначала лорд Мельбурн, довольно традиционный виг, затем лорд Джон Рассел, сын герцога, но радикал по взглядам, и лорд Пальмерстон, ирландский ренегат-тори.
В течение XIX века, в особенности после парламентской реформы 1832 года, название «либерал» постепенно вытесняло прежнее название, «виги». В 1839 году лорд Рассел стал одним из первых лидеров вигов, который принял название «либерал». В то же время, партия ещё долгое время представляла собой рыхлую коалицию вигов в Палате лордов и радикалов в Палате общин. Ведущими радикалами были Джон Брайт и Ричард Кобден, которые представляли промышленные города, получившие представительство в соответствии с Актом о парламентской реформе. Они выступали за социальные реформы, личную свободу, сокращение полномочий Короны и англиканской церкви (многие либералы были нонконформистами), избегание войны и иностранных союзов (которые были вредны для бизнеса) и, прежде всего, свободную торговлю. В течение столетия фритредерство оставалось главной причиной, которая могла объединить всех вигов и радикалов.
В 1841 году либералы уступили контроль над правительством консерваторам под руководством сэра Роберта Пиля, но период в оппозиции был коротким, потому что консерваторы раскололись по поводу отмены хлебных законов и вопроса о свободной торговле; и фракция тори-фритредеров, известная как пилиты (но не сам Пиль, который умер вскоре после этого), присоединилась к Либеральной партии. Это позволило либеральным кабинетам во главе с Расселом, Пальмерстоном и лордом Абердином из пилитов оставаться у власти на протяжении большей части 1850-х и 1860-х годов. Ведущим пилитом был Уильям Гладстон, занимавший должность канцлера казначейства в большинстве этих правительств. Формальное основание Либеральной партии традиционно относят к 6 июня 1859 года, когда виги, радикалы и пилиты договорились вместе голосовать против действующего консервативного правительства, что привело к созданию второго правительства Пальмерстона.
Однако смесь вигов и радикалов не могла стать настоящей современной политической партией, пока в ней доминировали аристократы, и только после ухода «Двух ужасных стариков», Рассела и Пальмерстона, Гладстон смог стать первым лидером Либеральной партии. Произошло это после смерти Пальмерстона в 1865 году и выхода Рассела в отставку в 1868 году. После непродолжительного правления консерваторов (во время которого по соглашению между партиями был принят Акт реформ 1867 года) либералы под руководством Гладстона одержали убедительную победу на выборах 1868 года и сформировали первый по настоящему либеральный кабинет. Создание партии как национальной членской организации с фиксированным членством произошло с основанием в 1877 году Национальной либеральной федерации, объединившей все английские и валлийские (но не шотландские) либеральные ассоциации.

### Эпоха Гладстона

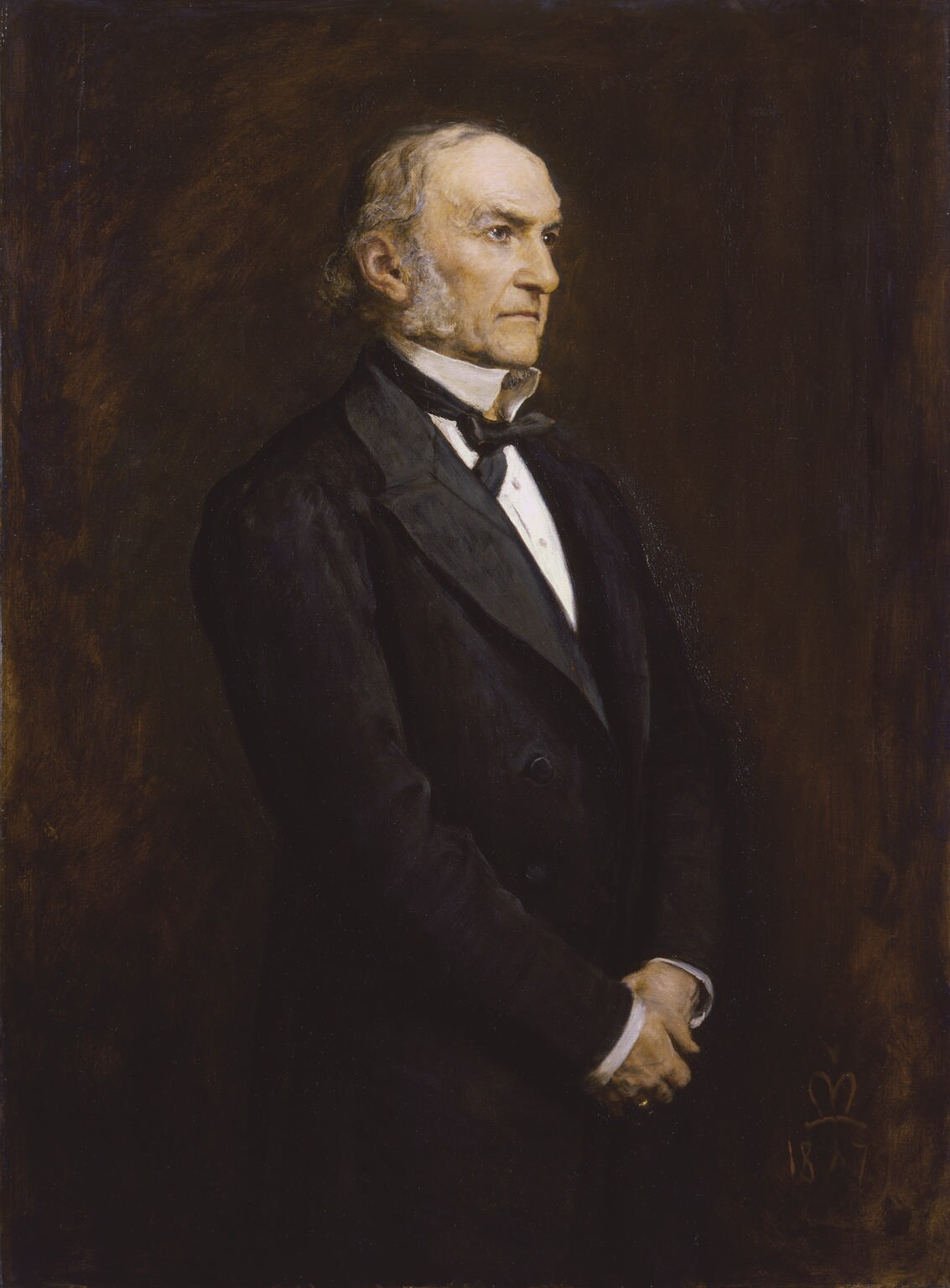
Уильям Гладстон, лидер либералов и британский премьер-министр (1868—1874, 1880—1885, 1886, 1892—1894).

В течение следующих тридцати лет Гладстон и либерализм были синонимами. Уильям Гладстон четыре раза занимал пост премьер-министра (1868—1874, 1880—1885, 1886, 1892—1894). Его финансовая политика, основанная на идее сбалансированного бюджета, низких налогов и принципа невмешательства, соответствовала развивающемуся капиталистическому обществу, но не могла эффективно реагировать на изменение экономических и социальных условий. Названный позже «Великим Стариком», Гладстон всегда был динамичным популярным оратором, который предпочитал апеллировать к рабочему классу и низшим слоям среднему классу. Глубоко религиозный, Гладстон привнёс новый моральный тон в политику благодаря своей евангелистской чувствительности и своей оппозиции аристократии. Его морализм часто возмущал его оппонентов из высшего класса (включая королеву Викторию), а его жёсткий стиль управления расколол Либеральную партию.
Во внешней политике Гладстон в целом стремился к миру, а не к расширению Британской империи. Так, во время его второго премьерства были завершены Вторая англо-афганская война в 1880 году и Первой англо-бурской войны в 1881 году. В то же время, Гладстон не был антиимпериалистом. Именно при нём началась война против Махди в Судане, затянувшаяся на 18 лет (1881—1899), и он же приказал оккупировать Египет во время англо-египетской войны 1882 года. Главной целью Гладстона во внешней политике было создание европейского порядка, основанного на сотрудничестве, а не на конфликте, и на взаимном доверии, а не на соперничестве и подозрениях; верховенство закона должно было заменить господство силы и корысти. Эта гладстоновская концепция гармоничного Европейского концерта противостояла и в конечном итоге была побеждена бисмарковской системой манипулируемых союзов и антагонизмов.
Будучи премьер-министром в первый раз с 1868 по 1874 год, Гладстон возглавлял Либеральную партию, которая представляла собой коалицию пилитов, из рядов которых вышел он сам, вигов и радикалов. Теперь он был представителем «мира, экономики и реформ». Одним из главных достижений его первого премьерского срока стал Акт о начальном образовании 1870 года, который создал в Англии адекватную систему начальных школ. Гладстон также добился отмены продажи чинов в британской армии и религиозных тестов при поступлении в Оксфорд и Кембридж; ввёл тайное голосование на выборах; легализовал профсоюзы и реорганизовал судебную систему в соответствии с Актом о судебной власти.
Что касается Ирландии, то основными достижениями либералов в эпоху Гладстона были земельная реформа, положившая конец многовековому притеснению фермеров-арендаторов, и «Акт о разделении Ирландской церкви», по которому с 1871 году она потеряла статус государственной, государственную финансовую поддержку и часть имущества, перешедшего государству, а также представительство в Палате лордов, получив в обмен право на автономное управление Синодом.
На выборах 1874 года во время экономического спада Гладстон потерпел поражение от консерваторов под руководством Бенджамина Дизраэли. Формально он ушёл с поста лидера либералов, и его сменил маркиз Хартингтон, но вскоре передумал и вернулся к активной политике. Гладстон был категорически не согласен с проосманской внешней политикой Дизраэли и в 1878—1880 годах провёл первую в истории Великобритании открытую массовую избирательную кампанию, выступив с серией внешнеполитических речей, известных как Мидлотианская кампания. В результате либералы получили подавляющее большинство на выборах 1880 года, Хартингтон уступил своё место и Гладстон вернулся к власти.

#### Ирландия и гомруль
Среди последствий Третьего акта о реформе 1884 года было предоставление права голоса многим ирландским католикам. На выборах 1885 года либералы понесли потери, но смогли сохранить баланс сил в Палате общин благодаря успехам Ирландской парламентской партии, которая потребовала ирландского самоуправления в качестве платы за поддержку Гладстона. Сам Гладстон поддерживал самоуправление, но против него выступила сильная фракция либералов-юнионистов, как они называли себя сами, противопоставляя себя «либералам-гладстонианцам», во главе с Джозефом Чемберленом вместе с последним из вигов Хартингтоном. В законопроекте о самоуправлении Ирландии предлагалось предложить всем владельцам ирландской земли возможность продать её государству по цене, равной арендной плате за 20 лет, и позволить арендаторам покупать землю. Реакция ирландских националистов была неоднозначной, мнение юнионистов было враждебным, в результате, законопроект в Палате общин был провален голосами консерваторов и либералов-юнионистов, правительство ушло в отставку и были назначены досрочные выборы. Предвыборные обращения во время выборов 1886 года показали, что английские радикалы также выступают против законопроекта. Среди рядовых либералов несколько кандидатов от Гладстона отреклись от законопроекта, высказывая опасения, что интересы трудящихся приносятся в жертву ради финансирования дорогостоящей операции по спасению земельной элиты. Кроме того, в предвыборном манифесте либералов не было обещано самоуправление, и поэтому создавалось впечатление, что Гладстон просто пытается купить поддержку Ирландии, чтобы удержаться у власти.
Результатом стал катастрофический раскол в Либеральной партии.  В числе отделившихся была с одной стороны, группа умеренные либералы-юнионисты (иногда называемые старым именем вигов), руководимая лордом Хартингтоном и всегда с неудовольствием следовавшая за Гладстоном в его настойчивой реформаторской деятельности, с другой — небольшая группа радикалов, руководимая Чемберленом, в экономических и многих политических вопросах шедшим впереди Гладстона. Несмотря на противоречия во взглядах, обе группы объединились образовав свою партию. Вслед за расколом последовало тяжелое поражение на выборах 1886 года от консерваторов во главе с лордом Солсбери. Либералы Гладстона потеряли около 40 % мест в Палате общин, а консерваторы, выступавшие единым фронтом с либералами-юнионистами, завоевали абсолютное большинство. Сначала, в 1886—1892 годах, юнионисты, поддерживая консервативное министерство в общей политике, сохраняли свою независимость и отказывались от министерских постов. Но уже в начале 1887 году, когда вышел в отставку канцлер казначейства лорд Черчилль, его пост занял сторонник Хартингтона Гошен. В последующие годы всякая разница между двумя союзными группами стерлась, отчасти потому, что консерваторы сделали ряд уступок либералам. В 1895 году консерваторы и юнионисты действовали уже совершенно солидарно; Чемберлен вошёл в консервативное министерство.
Выборы 1892 года оказались для гладстонианцев более успешными. Хотя они и уступили альянсу консерваторов и юнионистов, Гладстону удалось, заручившись поддержкой ирландских националистов вернуться к власти и сформировать правительство меньшинства. В то же время Гладстон не смог добиться ирландского самоуправления через Палату лордов.

#### Ньюкаслская программа
Исторически британская аристократия была разделена на консерваторов и либералов. Однако, когда Гладстон взял на себя обязательство обеспечить самоуправление Ирландии, высшие классы Великобритании в значительной степени отказались от Либеральной партии, обеспечив консерваторам значительное постоянное большинство в Палате лордов. Вслед за королевой высшее общество Лондона в значительной степени подвергало остракизму гладстонианцев, а либеральные клубы были сильно расколоты. Большая часть либералов из высшего класса покинуло партию из-за ирландского вопроса, образовав Либеральную юнионистскую партию, которая стала сотрудничать с Консервативной партией и в конечном итоге слилась с ней. Столкнувшись с последствиями раскола, либералы Гладстона в 1891 году приняли «Ньюкаслскую программу», которая включала самоуправление в Ирландии, лишение Англиканской церкви в Уэльсе статуса государственной, ужесточение контроля над продажей спиртных напитков, значительное расширение фабричного регулирования и демократические политические реформы. Программа была привлекательной для нонконформистских либеральных элементов среднего класса, которые почувствовали себя более свободными с уходом аристократии.

#### Отношения с профсоюзами
Основным долгосрочным последствием Третьего акта о реформе 1884 года стал рост числа кандидатов от либерал-лейбористов (Lib-Lab), движения, выдвигавшего на выборах от Либеральной партии представителей рабочего класса и тесно связанного с профсоюзами. Поскольку Лейбористская партия была основана только в 1906 году, а её предшественники были слабы, многие профсоюзы объединились с либералами. В округах с преобладанием рабочего класса, в частности в районах добычи угля, кандидаты от Lib-Lab были популярны и получали спонсорство и поддержку со стороны профсоюзов. В 1885 году на первых выборах после принятия Третьего акта о реформе было избрано тринадцать либерал-лейбористов по сравнению с двумя в 1874 году. Третья реформа также способствовал упадку старой гвардии вигов; в двухмандатных округах было обычным явлением объединять вигов и радикалов под знаменем либералов. После Третьего акта о реформе от этой практики отказались и кандидатов из числа бывших вигов стало меньше.

#### Политика реформ
Последнее правительство Гладстона (1892—1894) провело широкий спектр интервенционистских реформ. Среди других мер были улучшены стандарты проживания и обучения в школах, ужесточены проверки на заводах, а министры использовали свои полномочия для повышения заработной платы и сокращения рабочего времени большого числа рабочих-мужчин, нанятых государством.
Историк Уолтер Л. Арнштейн заключает:
Какими бы примечательными ни были реформы Гладстона, почти все они остались в рамках либеральной традиции девятнадцатого века, постепенно устраняющей религиозные, экономические и политические барьеры, которые мешали людям разных вероисповеданий и классов проявлять свои индивидуальные таланты для улучшения себя и общества. К концу третьей четверти века основные бастионы викторианства всё ещё держались: респектабельность; правительство аристократов и джентльменов теперь находится под влиянием не только купцов и фабрикантов среднего класса, но и трудолюбивых рабочих; процветание, которое, казалось, во многом основывалось на принципах экономики невмешательства; и Британия, которая управляла волнами и многими владениями за ее пределами.

### После Гладстона
Поддержка Гладстоном гомруля расколола партию и она потеряла большинство своих сторонников из высшего и верхнего среднего классов, сохранив при этом поддержку среди нонконформистов-протестантов и «кельтских маргиналов». Историк Роберт Энсор писал, что после 1886 года Либеральную партию покинули практически все пэры от вигов и подавляющее большинство представителей высшего класса и высших слоёв среднего класса. Престижные лондонские клубы, имевшие либеральную базу, были глубоко расколоты. Энсор отмечает, что «Лондонское общество, следуя известным взглядам королевы, практически подвергло остракизму домашних правителей».
В 1894 году Гладстон покинул пост премьер-министра и отошёл от участия в политических делах. Новым лидером либералов и главой правительства стал лорд Розбери. Он не оправдал возлагавшихся на него надежд, что отчасти обуславливалось постигшей его болезнью (постоянная бессонница). Незначительное большинство, каким кабинет располагал в Палате общин, постепенно таяло, и в июне 1895 года кабинет Розбери, проиграв голосование в комитете по снабжению армии, подал в отставку. Вслед за этим последовало тяжелое поражение на выборах 1895 года, по итогам которых партия потеряла более трети имевшихся у неё мест в нижней палате, положив начало десятилетнему (1895—1905) правлению консерваторов и юнионисты под руководством лорда Солсбери и Артура Бальфура. В 1896 году Розбери, вследствие разногласий с Гладстоном и его сторонниками в Либеральной партии относительно турецких дел, сложил с себя обязанности лидера партии.
В 1900-х годах Либеральной партии не хватало единой идеологической базы. Она разделилась на многочисленные фракции, противоречивые и нередко враждебные друг другу, такие как империалисты и сторонники буров; околосоциалисты и классические либералы, придерживавшиеся принципа невмешательства; суфражистки и противники избирательного права женщин; антивоенные элементы и сторонники военного союза с Францией. Нонконформисты — протестанты вне Англиканской церкви — были мощным элементом, посвятившим себя противостоянию официальной церкви в сфере образования и в вопросах налогообложения. Однако после 1900 года нонконформисты теряли поддержку в обществе и играли меньшую роль в партийных делах. Кроме того, в партию входили ирландские католики и секуляристы из рабочего движения. Присоединение к Либеральной партии ряда консерваторов (включая Уинстона Черчилля), недовольных введением тарифной и колониальной политикой консервативного кабинета, усилило либеральный лагерь, но было неясно, сколько консервативных черт они принесли с собой, особенно в военных и военно-морских вопросах.
Оплотом Либеральной партии, как правило, были деловые, профессиональные и интеллектуальные сообщества среднего класса, хотя по прежнему важную роль играли некоторые старые аристократические семейства. Рабочий класс, чьё влияние на исход выборов становилось всё сильнее, быстро сдвигался в сторону недавно возникшей Лейбористской партии. Одним из объединяющих либералов элементов было общее согласие об использовании политики и парламента как средства модернизации и улучшения общества, а также реформирования политики. Все либералы были возмущены, когда консерваторы использовали своё большинство в Палате лордов, чтобы заблокировать реформу законодательства. В Палате лордов либералы потеряли большую часть своих членов, которые в 1890-е годы «стали консерваторами во всём, кроме названия». Правительство могло заставить сопротивляющегося короля создать новых пэров-либералов, и эта угроза оказалась решающей в борьбе против права вето Палаты лордов на законы, принимаемые Палатой общин в 1911 году.

### Новый либерализм и подъём партии
В конце XIX века в Либеральной партии сформировалось течение, известное как «новый либерализм», приверженцы которого выступали за государственное вмешательство как средство обеспечения свободы и устранения препятствий на пути к ней, таких как бедность и безработица. Политика «нового либерализма» теперь известна как социальный либерализм.

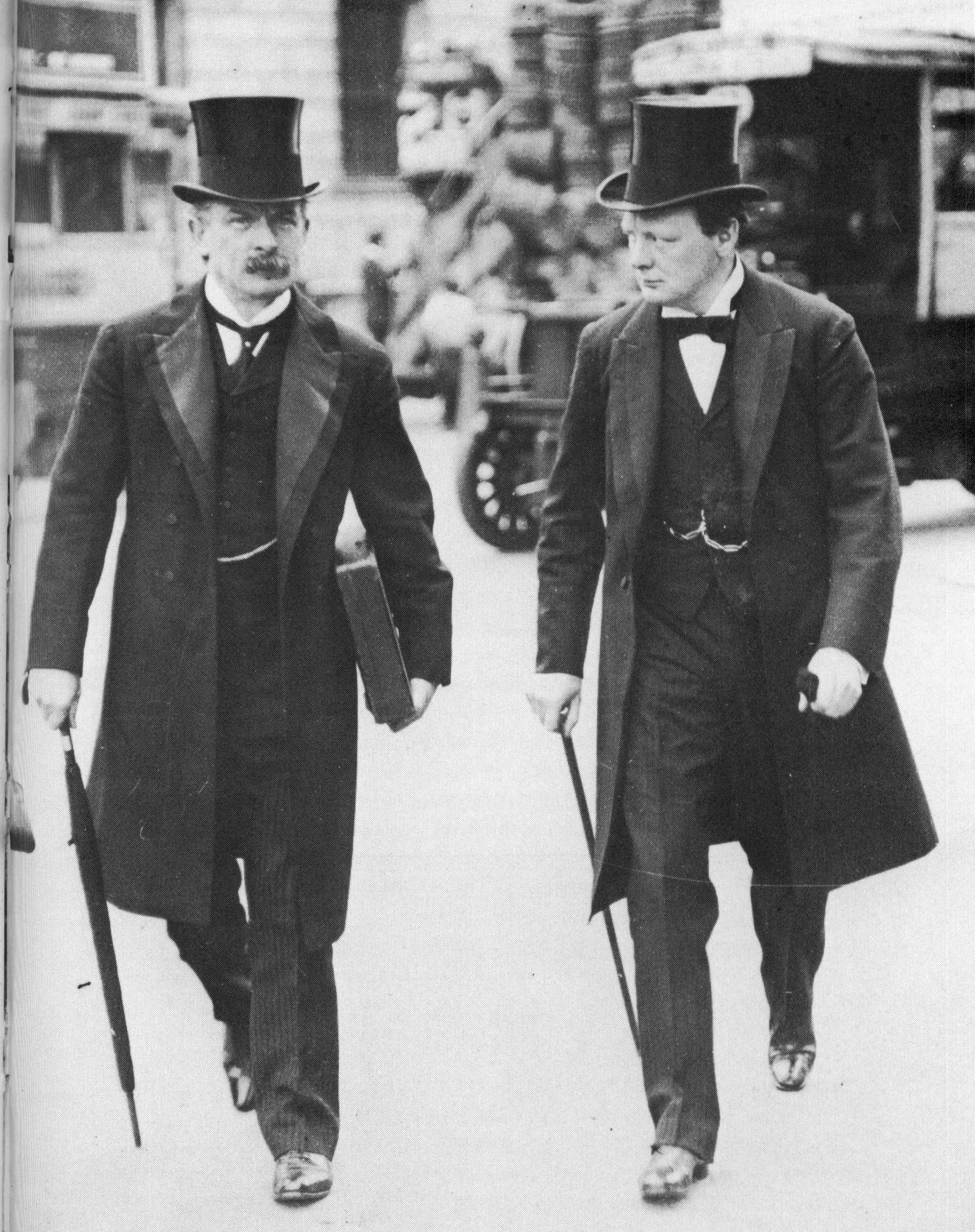
Либеральные политики Дэвид Ллойд Джордж и Уинстон Черчилль приняли «народный бюджет» 1909 года, который был направлен на перераспределение богатства.

В число «новых либералов» входили такие интеллектуалы, как Л. Т. Хобхаус и Джон А. Гобсон. Они считали свободу личности достижимой только при благоприятных социальных и экономических обстоятельствах. По их мнению, бедность, убожество и невежество, в которых жили многие люди, делали невозможным процветание свободы и индивидуальности. «Новые либералы» считали, что жизнь таких людей можно улучшить только посредством коллективных действий, координируемых сильным и интервенционистским государством, ориентированным на благосостояние.
После исторической победы на выборах 1906 года Либеральная партия провела реформы по ряду вопросов, включая медицинское страхование, пособия по безработице и пенсии для пожилых работников, тем самым заложив основу для будущего британского государства всеобщего благосостояния. Некоторые предложения провалились, например, ужесточение лицензирования с целью сокращения количества пабов или отказ от консервативной политики в области образования. Народный бюджет, предложенный в 1909 году канцлером казначейства Дэвидом Ллойдом Джорджем, и поддержанный его коллегами-либералами премьер-министром Гербертом Генри Асквитом и главой Совета по торговле Уинстоном Черчиллем, предусматривал введение ряда налогов, в первую очредь для наиболее обеспеченных слоёв населения, и радикальные программы социального обеспечения с целью повышения благосостояния граждан. В лагере либералов, как отмечается в одном исследовании, «бюджет был в целом принят с энтузиазмом». Это был первый бюджет, в котором было выражено намерение перераспределить богатство среди населения. Он ввёл повышенные налоги на предметы роскоши, спиртные напитки, табак, высокие доходы и землю — налоги, которые тяжелым бременем ложились на богатых. Полученные от повышения налогов доходы должны были быть выделены на новые программы социального обеспечения, а также на строительство новых дредноутов. В 1911 году Ллойду Джорджу удалось провести через парламент свой Закон о национальном страховании, предусматривающий страхование на случай болезни и инвалидности, за которым последовал Закон о страховании по безработице.
Историк Питер Вейлер утверждает:
Хотя это законодательство всё ещё частично основывалось на прежних либеральных заботах о характере, уверенности в своих силах и капиталистическом рынке, оно, тем не менее, ознаменовало значительный сдвиг в либеральных подходах к государственным и социальным реформам, подходах, которые более поздние правительства будут постепенно расширять и которые перерастут в государство всеобщего благосостояния после Второй мировой войны. Новым в этих реформах было лежащее в их основе предположение о том, что государство может быть позитивной силой, что мерой индивидуальной свободы… было не то, насколько государство оставило людей в покое, а то, дало ли оно им возможность реализовать себя как личности.
Противопоставляя старый либерализм новому, Дэвид Ллойд Джордж в своей речи 1908 года отметил следующее:
[Старые либералы] использовали естественное недовольство народа бедностью и ненадёжностью средств к существованию как движущую силу, чтобы добиться для себя лучшего, более влиятельного и более почётного статуса среди граждан своей родной страны. Новый либерализм, преследуя этот великий политический идеал с непоколебимой энергией, посвящает часть своих усилий также устранению непосредственных причин недовольства. Это правда, что человек не может жить одним хлебом. Столь же верно и то, что человек не может жить без хлеба}}.

### Зенит либерализма

Результаты выборов 1906 года.

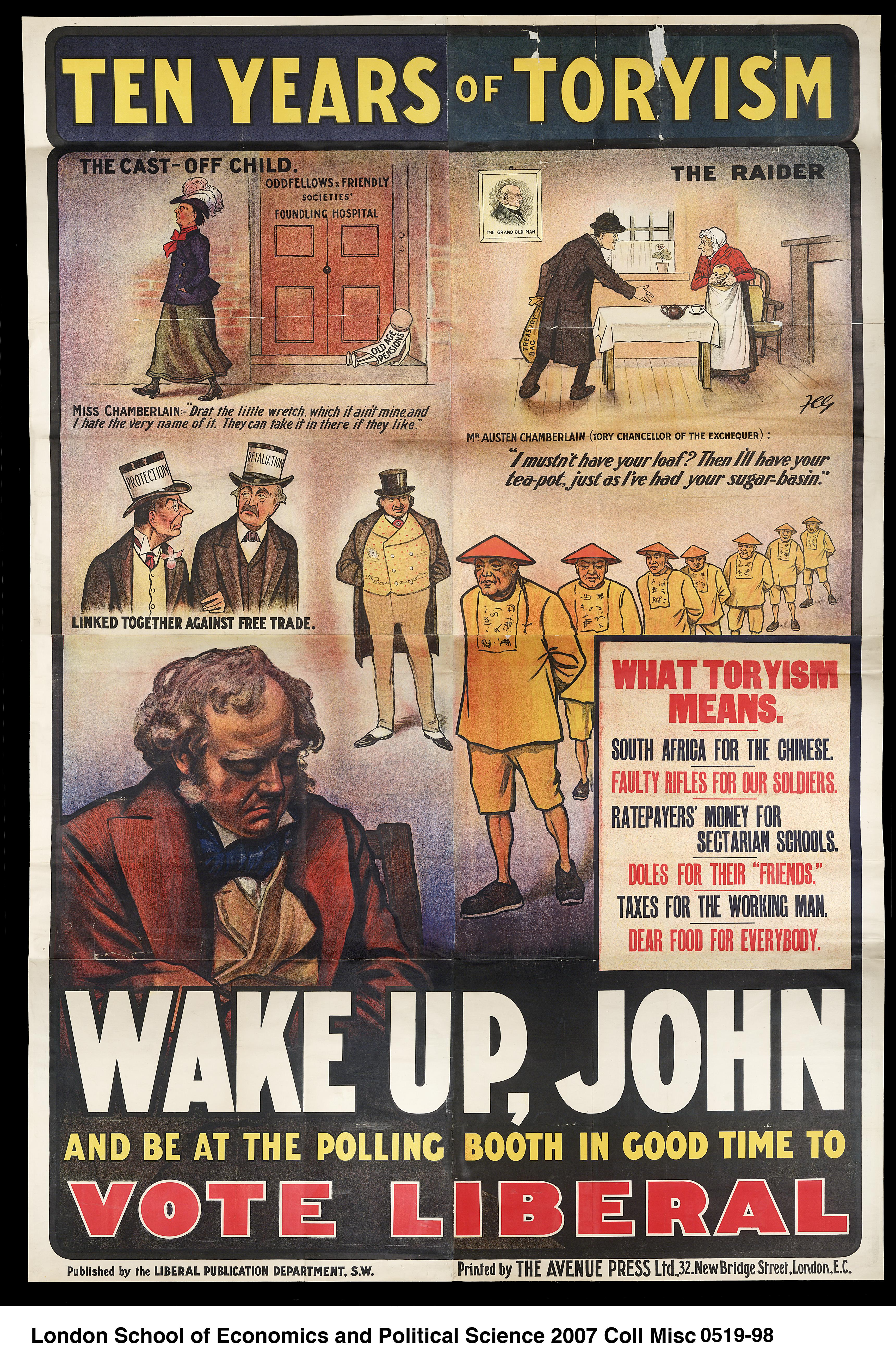
Либеральный плакат (1905—1910 годы).

Либералы 10 лет были в оппозиции, пока у власти находилась коалиция консерваторов Солсбери и юнионистов Чемберлена. 1890-е годы были омрачены распрями между тремя основными преемниками Гладстона: лидером партии Уильямом Харкортом, бывшим премьер-министром лордом Розбери и личным секретарём Гладстона Джоном Морли. Эта интрига, наконец, привела к тому, что Харкорт и Морли оставили свои посты в 1898 году, поскольку продолжали конфликтовать с Роузбери по поводу гомруля и империалистической политики. На посту лидера партии Харкорта сменил сэр Генри Кэмпбелл-Баннерман. Отставка Харкорта ненадолго приглушила беспорядки в либеральном лагере, но вскоре начало Второй англо-бурской войны почти раскололо партию, когда Розбери и его сторонники, включая таких важных в будущем либеральных деятелей как Г. Г. Асквита, Эдварда Грея и Ричарда Бердона Холдена, сформировали группу, известную как либеральные империалисты, поддержавшие правительство в ведении войны. С другой стороны, часть радикальных членов партии сформировали пробурскую фракцию, которая осудила конфликт и призвала к немедленному прекращению боевых действий. Среди сторонников буров вскоре выделился Дэвид Ллойд Джордж, который воспользовался возможностью высказаться по спорному вопросу, чтобы сделать себе имя в партии. Харкорт и Морли также встали на сторону пробурской группы, хотя и с несколько иными целями. Кэмпбелл-Баннерман пытался удержать эти силы вместе во главе умеренной часть Либеральной партии, но в 1901 году он произнёс речь о «варварских методах» правительства в Южной Африке, которая потянула его ещё дальше влево и чуть не разорвала партию на две части. Партия была спасена после ухода Солсбери на пенсию в 1902 году, когда его преемник Артур Бальфур выдвинул ряд непопулярных инициатив, таких как Закон об образовании 1902 года и Джозеф Чемберлен, призвавший к новым протекционистским тарифам.
Кэмпбелл-Баннерман смог сплотить партию вокруг традиционной либеральной платформы свободной торговли и земельной реформы и привести либералов к величайшей в их истории победе на выборах. Это был последний раз, когда либералы получили большинство и смогли сформировать однопартийное правительство. Хотя Кэмпбелл-Баннерман и возглавил кабинет подавляющего большинства, он находился в тени своих министров, в первую очередь канцлера казначейства Асквита, в министра иностранных дел Эдварда Грея, военного министрв Ричарда Бердона Холдейна и министра торговли Дэвида Ллойд Джорджа. Кэмпбелл-Баннерман ушёл в отставку в 1908 году и вскоре умер. Его сменил Асквит, который усилил радикализм правительства. Ллойд Джордж сменил Асквита в Министерстве финансов, а в Министерстве торговли его, в свою очередь, сменил Уинстон Черчилль, недавний перебежчик от консерваторов.
Наблюдатель, американский политик-демократ Уильям Дженнингс Брайан, с энтузиазмом отозвался о новой либеральной администрации, написав следующее:
Великобритания недавно пережила одну из величайших политических революций, которые она когда-либо знала. Консервативная партия во главе с г-ном Бальфуром, одним из самых способных современных учёных, и с г-ном Джозефом Чемберленом, могущественным оратором и влиятельным политическим лидером, в качестве её самого заметного сторонника, одержала убедительную победу после Англо-бурской войны и эта победа, последовавшая за длительным пребыванием у власти, заставили консерваторов поверить в свою непобедимость. Они предполагали, как это часто делают партии, уверенные в успехе, что они незаменимы для нации, и мало обращали внимания на предупреждения и угрозы либералов. Однако одна ошибка за другой оттолкнула избирателей, и внеочередные выборы два года назад продемонстрировали падение численности консерваторов, а когда прошлой осенью состоялись всеобщие выборы, либералы собрали большинство примерно в двести человек в Палата общин. Новое министерство было сформировано из числа наиболее способных людей партии — министерство радикальных и прогрессивных людей, редко с которым можно было сравниться по моральным целям и интеллектуальной силе.

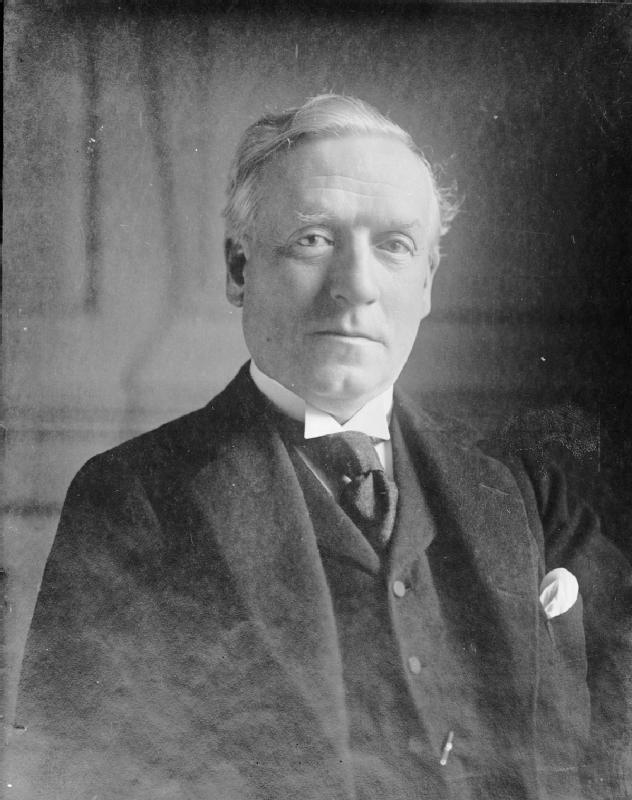
Герберт Генри Асквит, премьер-министр с 1908 по 1916 год и лидер Либеральной партии с 1908 по 1926 год.

Выборы 1906 года также ознаменовали сдвиг Либеральной партии влево. По словам Розмари Рис, почти половина депутатов-либералов, избранных в 1906 году, поддерживали «новый либерализм» (который выступал за активные действия правительства по улучшению жизни людей), в то время как утверждалось, что «пять шестых членов Либеральной партии являются левыми». Однако другие историки поставили под сомнение степень, в которой Либеральная партия пережила сдвиг влево; так, по словам Роберта С. Селфа, только от 50 до 60 депутатов-либералов из 400 в парламентской партии после 1906 года были социальными радикалами, а ядро составляло от 20 до 30. Тем не менее, многие важные младшие посты в кабинете министров занимали те, кого Дункан Таннер назвал «настоящими новыми либералами, центристскими реформаторами и фабианскими коллективистами», и во многом благодаря им либералы в правительстве протолкнули большую часть законов, в том числе, те которые регулировали рабочего времени, национальное страхование и социальное обеспечение.
Политическая битва разгорелась вокруг «народного бюджета», который был отклонен Палатой лордов и для которого правительство получило избирательный мандат на выборах в январе 1910 года. В результате выборов парламент оказался подвешенным, а правительство осталось зависимым от ирландских националистов. Хотя лорды всё таки приняли бюджет, либералы хотело ограничить полномочия Палаты лордов по блокированию законодательства. Король Георг V потребовал от Асквита принять участие в досрочных выборах в декабре 1910 года (результат которых мало изменился по сравнению с январскими), прежде чем согласился, в случае необходимости, создать сотни пэров-либералов. Столкнувшись с этой угрозой, лорды проголосовали за отказ от права вето и разрешили принятие Закона о парламенте 1911 года.
В качестве платы за поддержку со стороны ирландских националистов Асквит был вынужден представить в 1912 году третий законопроект о гомруле. Поскольку Палата лордов больше не могла блокировать этот законопроект, а только откладывать его на два года, в результате закон был принят в 1914 году. Юнионистски настроенные ольстерские добровольцы во главе с сэром Эдвардом Карсоном начали кампанию против расширения самоуправления Ирландии, в том числе, угрожая вооружённым сопротивлением и созданием временного правительства в Ольстере. Ольстерские протестанты-юнионисты пользовались полной поддержкой консерваторов, лидер которых Бонар Лоу происходил из ольстерских шотландцев. Планы правительства по вводу войск в Ольстер пришлось отменить после угрозы массового увольнения армейских офицеров в марте 1914 года (см. Инцидент в Керраге). Когда в августе 1914 года разразилась Первая мировая война, Ирландия, казалось, находилась на грани гражданской войны. Асквит предложил шести графствам Ольстера, в которых большинство населения составляли протестанты (позже ставшим Северной Ирландией) отказаться от самоуправления на шесть лет (то есть до тех пор, пока, вероятно, не пройдут ещё два выборные кампании), но националисты отказались согласиться на постоянный раздел Ирландии. Позднее историк Джордж Дэнджерфилд в своей книге The Strange Death of Liberal England утверждал, что ряд кризисов в период 1906—1914 годов, связанные с борьбой либералов за ограничение власти Палаты лордов и за право голоса для женщин, ирландский вопрос и растущая воинственность профсоюзов настолько ослабили либеральную коалицию перед началом войны, что это в конце концов привело к уничтожению Либеральной партии как правящей. Однако большинство историков относят крах к кризису Первой мировой войны.

### Падение либералов
Либеральная партия, возможно, пережила бы короткую войну, но Великая война потребовала мер, которые партия долгое время отвергала. Результатом стало окончательное уничтожение способности Либеральной партии руководить правительством. Историк Роберт Блейк объясняет дилемму:
Либералы традиционно были партией свободы слова, совести и торговли. Они были против шовинизма, тяжёлого вооружения и принуждения. […] Либералы не были ни искренними, ни единодушными в отношении воинской повинности, цензуры, Закона о защите королевства, суровости по отношению к иностранцам и пацифистам, руководства трудом и промышленностью. У консерваторов […] таких предубеждений не было.
Блейк далее отмечает, что именно либералам, а не консерваторам требовалось моральное возмущение немецкой агрессией против нейтральной Бельгии, чтобы оправдать начало войны, в то время как консерваторы, исходя из реальной политики и баланса сил, призывали к вмешательству с самого начала кризиса. Однако Ллойд Джордж и Черчилль были ревностными сторонниками войны и постепенно вытеснили старых миролюбивых либералов.
Поскольку либералы вели войну, не консультируясь с консерваторами, которые активно критиковали Асквита, обвиняя его и кабинет в плохой работе в первый год войны. Однако даже либеральные комментаторы были встревожены отсутствием энергии наверху. В то время общественное мнение, как в средствах массовой информации, так и на улице, было крайне враждебно настроено по отношению к любому молодому человеку в гражданской одежде, которого называли бездельником. Ведущая либеральная газета Manchester Guardian писала в мае 1915 года:
Тот факт, что правительство не осмелилось призвать нацию подняться над собой, является одним из многих признаков. […] К войне на самом деле не относятся серьёзно. […] Как можно винить любого бездельника, если само правительство бездельничает.
Либеральное правительство Асквита было свергнуто в мае 1915 года, в частности, из-за снарядного кризиса и скандальной отставки адмирала Фишера, вызванной галлиполийской трагедией. Не желая сталкиваться с обречённостью на выборах, Асквит 25 мая сформировал новое, коалиционное, правительство, которое состояло из либералов и консерваторов при символическом представительстве лейбористов. Новое правительство просуществовало полтора года и было последним кабинетом, который контролировали либералы. Историк А. Дж. П. Тейлор пришёл к выводу, что несмотря на глубокое разделение британского общества по разным вопросам, со всех сторон росло недоверие к правительству Асквита. Никакого согласия по вопросам военного времени не было. Лидеры обеих ведущих партий осознали, что ожесточённые дебаты в парламенте ещё больше подорвут моральный дух народа, и поэтому Палата общин ни разу не обсуждала войну до мая 1915 года. Тейлор утверждает:
Юнионисты, по большому счёту, считали Германию опасным соперником и радовались возможности уничтожить её. Они намеревались вести жестокую войну безжалостными методами; они осуждали либеральную «мягкость» до войны и сейчас. Либералы настаивали на том, чтобы оставаться благородными. Многие из них поддержали войну только тогда, когда немцы вторглись в Бельгию. […] Вступая в войну по идеалистическим мотивам, либералы хотели вести её благородными средствами, и им было труднее отказаться от своих принципов, чем пережить поражение на поле боя.
Коалиция 1915 года распалась в конце 1916 года, когда консерваторы отказали в поддержке Асквита и вместо этого сделали ставку на Ллойд Джорджа, который стал премьер-министром во главе новой коалиции, в основном состоящей из консерваторов. Асквит и его последователи перешли в оппозиции, а Либеральная партия снова оказалась в глубоком расколе.

### Раскол либералов
Ллойд Джордж оставался либералом всю свою жизнь, но в стремясь к победе в войне любой ценой он отказался от многих либеральных принципов. Он настаивал на жёстком государственном контроле над бизнесом в отличие от принципа невмешательства, традиционного для либералов. В 1915—1916 годах он настаивал на призыве в армию молодых людей, и эта позиция глубоко беспокоила его старых коллег. Противоречия между Ллойд Джорджем и его сторонниками с традиционными либералами росло и в конце концов привело его и единомышленников к союзу с консерваторами. Больше не было планирования мира во всём мире или либерального обращения с Германией, а также недовольства агрессивными и авторитарными мерами государственной власти. Ещё более опасным для будущего партии, по словам историка Тревора Уилсона, был отказ от неё идеологических либералов, которые с грустью решили, что она больше не отражает их принципы. Наконец, присутствие энергичной новой Лейбористской партии на левом фланге дало новый дом избирателям, разочарованным действиями либералов.
Последнее либеральное правительство большинства в Великобритании пришло к власти в 1906 году, добившись величайшего в своей истории триумфа на парламентских выборах. Январские и декабрьские выборы 1910 года оказались для партии менее успешными, но всё же позволили либералам формировать правительства меньшинства. Годы, предшествовавшие Первой мировой войне, были отмечены забастовками рабочих и гражданскими волнениями, сопровождающиеся жестокими столкновениями с полицией и вооружёнными силами. Другие проблемы того периода включали движение за избирательное право женщин и ирландское движение за гомруль. После кровавой бойни 1914—1918 годов принятие Акта о народном представительстве 1918 года мгновенно утроило количество людей, имеющих право голоса в Великобритании, с 7 до 21 миллиона. Больше всего от этих огромных изменений в электорате выиграла Лейбористская партия, сформировав в 1924 году своё первое правительство меньшинства.

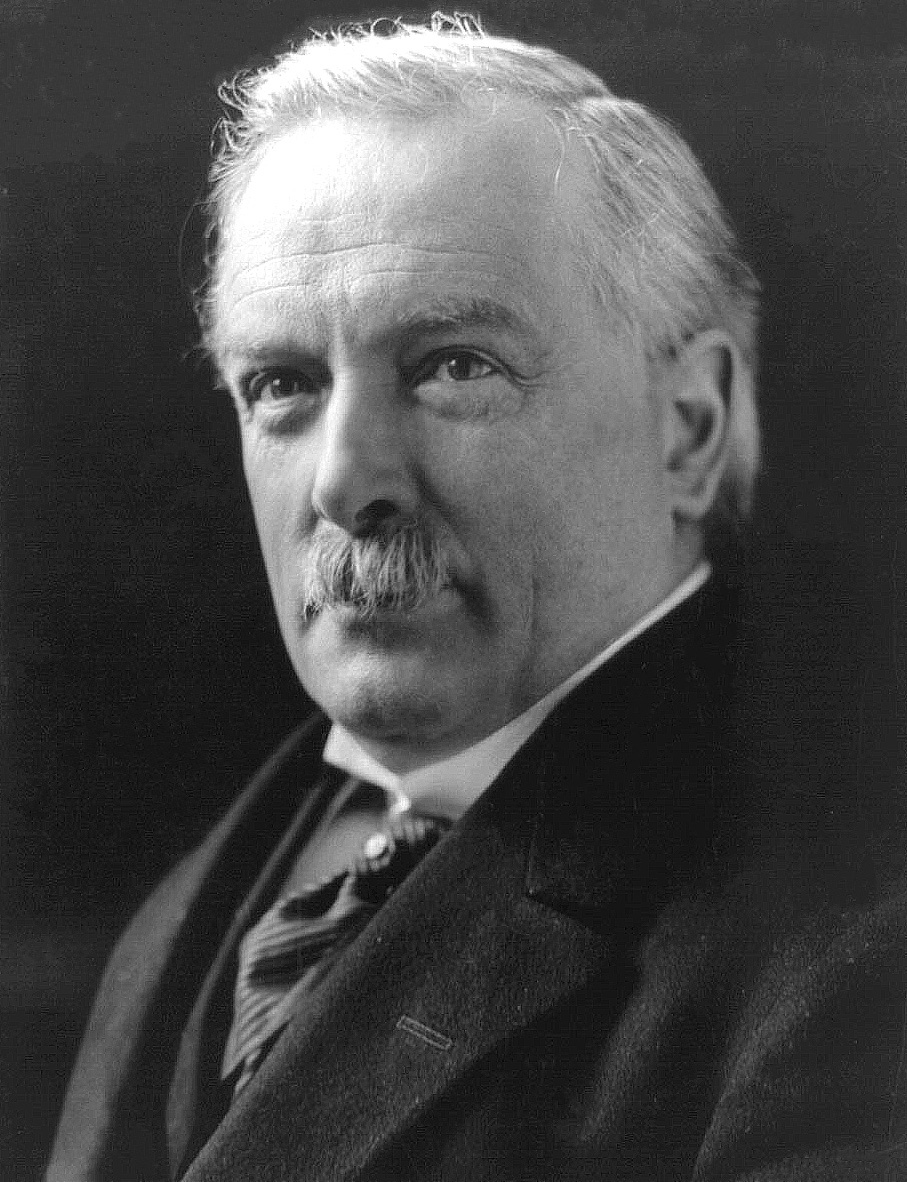
Дэвид Ллойд Джордж, последний премьер-министр от Либеральной партии (1916—1922).

На первых после окончания Великой войны выборах в 1918 году Ллойд Джордж, прозванный «Человеком, который выиграл войну», возглавил союз консерваторов и коалиционных либералов на «выборах цвета хаки». В рамках межпартийной сделки Ллойд Джордж и лидер консерваторов Бонар Лоу написали совместные письма в поддержку кандидатов, в котором подтверждали, что тот или иной кандидат пользуется поддержкой правительства. Письма, известные как «купоны», были направлены коалиционным либералам и большей части консерваторов и позволили Ллойд Джордж сохранить коалиционное правительство. В то время как коалиция либералов Ллойд Джорджа и консерваторов Лоу одержала крупную победу, а лейбористы немного усилили свои позиции, асквитские либералы были уничтожены, получив в Палате общин всего 36 мест из 707, в частности, сам Асквит не был переизбран в парламент. Те депутаты-либералы, которые были против коалиционного правительства и смогли переизбраться, перешли в оппозицию, лидером которой стал сэр Дональд Маклин, в то время как Асквит остался лидером Либеральной партии. Между 1919 и 1923 годами либералов, выступавших против Ллойд Джорджа, называли асквитскими или независимыми либералами.
Ллойд Джордж всё больше подпадал под влияние обновлённой Консервативной партии, которая численно доминировала в коалиции. В 1922 году часть консерваторов выступили против продолжения коалиции, ссылаясь, в частности, на план Ллойд Джорджа по войне с Турцией во время Чанакского кризиса и его коррумпированную продажу почестей. В результате, 23 октября 1922 года пост премьер-министров занял Бонар Лоу.
На выборах 1922 и 1923 годов либералы усилили свои позиции по сравнению с катастрофичным 1918 годом, но всё равно получали намного меньше голосов чем до Первой мировой, поскольку многие радикальные избиратели отказались от расколотых либералов и перешли на сторону лейбористов. В результате, в 1922 году Лейбористская партия впервые в своей истории стала официальной оппозицией. Воссоединение двух враждующих фракций произошло в 1923 году, когда новый премьер-министр от консерваторов Стэнли Болдуин решил ввести протекционистские тарифы, в результате чего либералы воссоединились в поддержку свободной торговли. На выборах 1923 года партия значительно укрепила свои позиции, в основном за счёт консерваторов, но всё равно уступила лейбористам, оставшись третьей по величине силой в Палате общин, что в дальнейшем стало привычным для либералов. По итогам выборов консерваторы сохранили лидерство в парламенте, но потеряли большинство, что вызвало много спекуляций и опасений по поводу перспективы лейбористского правительства и сравнительно мало — по поводу либерального кабинета, хотя партия могла бы представить опытную команду министров по сравнению с почти полным отсутствием опыта у лейбористов, а также предложить «золотую середину», которая могла бы получить поддержку как справа, так и слева в важнейших вопросах. Однако вместо того, чтобы попытаться добиться возможности сформировать либеральное правительство, Асквит решил этого предоставить лейбористам шанс, полагая, что они проявят некомпетентность и тем самым подготовят почву для возрождения Либеральной партии за счет лейбористов. Как оказалось, это была фатальная ошибка.

Доля голосов, полученных консерваторами (синий), вигами/либералами/либерал-демократами (оранжевый), лейбористами (красный) и другими (серый) на выборах с 1832 года показывает, что популярность Либеральной партии резко упала после Первой мировой войны.

Лейбористы были полны решимости уничтожить либералов и стать единственной партией левых. Первое премьерство Рамси Макдональда было недолгим и уже в октябре 1924 года он был вынужден пойти на досрочные выборы, на которых лейбористы потерпели поражение. Но для либералов итог выборов оказался плачевным, поскольку многие радикальные избиратели ушли в лейбористский лагерь, в то время как умеренные избиратели из среднего класса, обеспокоенные социализмом, постепенно стали переходить к консерваторам. В результате либералы потеряли почти 3/4 мест в парламенте. Казалось, что с партией покончено, и в этот период некоторые либералы, такие как Черчилль, перешли на сторону консерваторов, а другие — на сторону лейбористов.
Асквит окончательно ушёл с поста лидера либералов в 1926 году (за два года до своей смерти). Партию возглавил Ллойд Джордж, ту же начав разрабатывать последовательную политику по многим ключевым вопросам современности. На выборах 1929 года он предпринял попытку вернуть либералов в политический мейнстрим, предложив амбициозную программу государственного стимулирования экономики под названием «Мы можем победить безработицу!», написанную для него экономистом-либералом Джоном Мейнардом Кейнсом. Либералы под руководством Ллойд Джорджа усилили свои позиции, в полтора раза увеличив представительство в Палате общин, но вновь это произошло за счёт консерваторов, одновременно уступив ряд мест лейбористам. Действительно, городские округа, сильно страдающие от безработицы, которые, как можно было ожидать, должны были положительно отреагировать на радикальную экономическую программу либералов, вместо этого дали партии худшие результаты. Напротив, большинство мест Либеральная партия получила либо из-за благодаря отсутствию кандидата от одной из двух ведущих партий, либо в сельских кельтских районах, где экономические идеи были в лучшем случае второстепенными в глазах избирателей. В результате либералы получили 59 мест в Палате общин, в которой крупнейшей силой вновь стала Лейбористская партия, пусть и не имея абсолютного большинства. Ллойд Джордж был готов поддержать лейбористское правительство в надежде добиться уступок, включая избирательную реформу для введения альтернативного голосования, но его планы вызвали резкие разногласия среди либералов, которые всё больше разделялись между теми, кто предпочитал консервативное правительство лейбористскому, и наоборот.

### Новый раскол

Герберт Луис Сэмюэл, лидер партии в 1931—1935 годах.

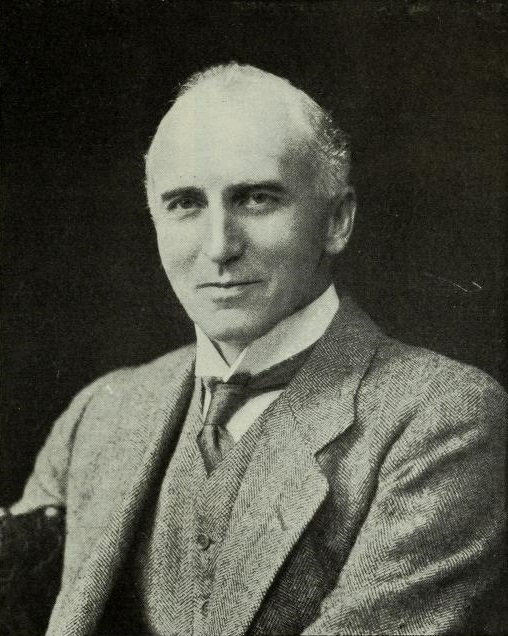
Джон Саймон, человек, расколовший партию в 1931 году.

Группа депутатов-либералов во главе с сэром Джоном Саймоном выступила против поддержки лейбористского правительства меньшинства, предпочитая договориться с консерваторами. В 1931 году кабинет Макдональда распался, не пережив Великую депрессию. Чтобы принять бюджет для борьбы с финансовым кризисом Макдональд вышел из Лейбористской партии и совместно с консерваторами и частью либералов сформировал Национальное правительство. Своего лидера поддержали часть депутатов от лейбористов, за что были исключены из партии. Консерваторы, которые составляли явное большинство сторонников Национального правительства, вынудили Макдональда объявить досрочные выборы. Ллойд Джордж призвал однопартийцев покинуть национальное правительство, но за ним последовали лишь несколько депутатов и кандидатов. Большинство во главе с сэром Гербертом Сэмюэлем (министр внутренних дел в кабинете Макдональда и заместитель лидера Либеральной партии) решило остаться в правительстве и участвовать в выборах в составе проправительственного альянса.
Впрочем, депутаты-либералы, поддержавшие Национальное правительство, сами вскоре раскололись: на «самуэлитов» во главе с Самуэлем и «саймонитов» во главе с Саймоном (министр иностранных дел в кабинете Макдональда), вопреки партийной идеологии поддержавших протекционизм консерваторов. Сэмюэл официально стал лидером партии только в ноябре, но де-факто возглавил либералов ещё до октябрьских выборов 1931 года, поэтому его сторонники также были известны как «официальные либералы». Третьей группировкой стали независимые либералы, сторонники Ллойд Джорджа, всё ещё являвшегося официальным лидером партии, которые выступали против участия в Национальном правительстве, но среди видных либералов у них почти не было поддержки, за исключением родственников Ллойд Джорджа. На выборах все три группы получили в общей сложности 10,7 % голосов и 72 места в Палате общин («самуэлиты» — 6,5 % и 33 мандата, «саймониты» — 3,7 % и 35 мест, сторонники Ллойд Джорджа — 0,5 % и 4 места). После выборов они продолжили расходиться ещё больше, все попытки воссоединения потерпели крах из-за разногласий по вопросам свободной торговли и продолжения поддержки Национального правительства. В результате, «саймониты» официально отказались от участия в Либеральной партии в парламенте и стали действовать как отдельная партийная группа, национал-либералы, как их тогда называли. Единственное значимое воссоединение произошло в 1946 году, когда объединились организации Либеральной и Национально-либеральной партий в Лондоне. Национал-либералы постепенно сближались с Консервативной партией, окончательно слившись с ней в 1968 году.
Официальные либералы, оказавшись в меньшинстве в правительстве, приверженном протекционизму, постепенно меняли свою позицию поп вопросу поддержки Национального правительства. В начале 1932 года было решено приостановить действие принципа коллективной ответственности, чтобы либералы могли противостоять введению тарифов. Осенью того же 1932 года либералы подали в отставку со своих министерских постов из-за заключения Оттавского соглашения об имперских преференциях, взаимном снижении тарифов внутри Британской империи. Однако официальные либералы по прежнему поддерживали Национальное правительство в парламенте, хотя местные либеральные активисты резко выступали против него. Наконец, в конце 1933 года официальные либералы перешли в полную оппозицию к Национальному правительству, что не спасло партию от новых потерь. На выборах 1935 года было избрано всего 17 депутатов-либералов, а также Ллойд Джордж и три его последователя в качестве независимых либералов. Сразу после выборов обе группы воссоединились. В течение следующих десяти лет партия продолжала нести потери, как на выборах, так и между ними, поскольку некоторые депутаты уходили либо к национал-либералам, либо к лейбористам. Тем не менее, было и приобретения, например, Клемент Дэвис, который в 1931 году перешёл на сторону национал-либералов, вернулся в 1939 году, а по окончании Второй мировой войны возглавил партию.

### На грани исчезновения
Сэмюэл потерял своё место в Палате общин на выборах 1935 года и партию возглавил сэр Арчибальд Синклер. Поскольку многие традиционные для Либеральной партии идет стали неактуальными, он сосредоточил партию на противодействии как подъёму фашизма в Европе, так и критике политике умиротворения Национального правительства, утверждая, что вмешательство необходимо, в отличие от призывов лейбористов к пацифизму. Несмотря на слабости партии, Синклер приобрёл широкую известность, поскольку стремился действовать в духе Мидлотианской кампании 1878—1880 годов и оживить либералов как партию сильной внешней политики.
В 1940 году либералы присоединились к коалиционному военному правительству Черчилля, в котором Синклер занимал пост государственного секретаря по авиации, став последним британским либералом, занимавшим высокий пост в кабинете министров в течение семидесяти лет. Однако то, что либералы не были включены в военный кабинет, явно указывало на незначительность партии; в ответ группа ведущих членов партии основали группу «Радикальное действие», которая призывала либеральных кандидатов нарушить избирательный пакт военного времени, согласно которому партии-члены коалиционного правительства не конкурировали друг с другом на выборах пока идёт война. На выборах 1945 года Синклер и многие его коллеги уступили свои места как консерваторам, так и лейбористам, и партия получила всего 12 мест, но это было только начало упадка.
В 1947 году раскольники из Либеральной национальной партии местном уровне объединились с консерваторами, а в 1948 году переименовались в Национально-либеральную партию. С этих пор национал-либералы на выборах выступали как союзники Консервативной партии, при этом их кандидаты баллотировались на выборах под разными названиями: национал-либералы, либералы-националисты, национал-либералы и консерваторы, либералы и консерваторы и так далее. Даже некоторые консерваторы, которые в прошлом практически не были связаны с первоначальной партией (включая Рэндольфа Черчилля), после 1950 года использовали название национал-либералы, когда баллотировались в качестве кандидатов в некоторых округах. Появление на выборах кандидатов, называвших себя национал-либералами, вызвало недовольство официальной Либеральной партии. Её руководители и члены видели в этом вопиющее присвоение Консервативной партией их истории и попытку запутать общественность. Это усилило опасное политическое положение Либеральной партии.
На выборах 1950 года было избрано всего девять либералов. В 1951 году были назначены досрочные выборы, после которых у либералов осталось всего шесть депутатов, пятеро из которых смогли избраться только благодаря сложным местным договоренностям в соответствии с которыми консерваторы воздержались от выдвижения кандидатов в этих округах. В двух округах (в Болтоне и Хаддерсфилде) выборы были проведены путём официальных местных соглашений, согласно которым в каждом округе баллотировался только один кандидат от либералов или консерваторов. Из-за дороговизны избирательных залогов и низкой поддержки избирателей Либеральная партия выдвигала мало кандидатов, особенно в 1951 и 1955 годах, когда партия едва набрала более 100 человек, чтобы баллотироваться в парламент.
В 1957 году число депутатов-либералов упало до пяти, после того как один из них умер, а последующие дополнительные выборы были выиграны Лейбористской партии, которая выбрала в качестве своего кандидата бывшего заместителя лидера либералов Меган Ллойд Джордж. Либеральная партия, казалось, была близка к исчезновению. В этот период часто шутили, что депутаты-либералы могли проводить собрания на заднем сиденье такси.

### Возрождение

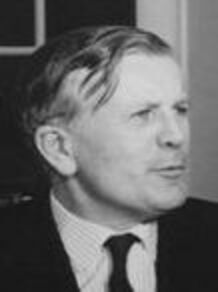
Джо Гримонд, лидер партии в 1956—1967 годах

В 1950-е и в 1960-е годы либералы выжили только потому, что несколько избирательных округов в сельских районах Шотландии и Уэльса сохранили верность либеральным традициям, в то время как в двух английских городах, Болтоне и Хаддерсфилде, местные либералы и консерваторы договорились участвовать в выборах только одним кандидатом от каждой партии на два места в Палате общин. Так, Джо Гримонд, ставший лидером либералов в 1956 году, был членом парламента от отдалённых Оркнейских и Шетландских островов. Под его руководством началось возрождение Либеральной партии, отмеченное дополнительными выборами в Орпингтоне в марте 1962 года, на которых победил Эрик Лаббок. Там либералы впервые с 1935 года получили место в пригороде Лондона.
Либералы стали первой парламентской партией Великобритании, выступившей за членство Великобритании в Европейском экономическом сообществе. Гримонд также стремился к интеллектуальному возрождению партии, стремясь позиционировать её как несоциалистическую радикальную альтернативу консервативному правительству того времени. В частности, он заручился поддержкой молодых послевоенных студентов университетов и недавних выпускников, обращаясь к более молодым избирателям так, как этого не делали многие из его недавних предшественников, и утверждая новое направление либерализма для послевоенного мира.
Новое поколение среднего класса из пригородов снова начало находить политику либералов привлекательной. При Гримонде (вышедшем в отставку в 1967 году) и его преемнике Джереми Торпе либералы вернули себе статус серьёзной третьей силы в британской политике, уведичив свою долю голосов на выборах до 18—19 % голосов, но не сумев сломать дуополию лейбористов и консерваторов и победить. Дополнительной проблемой была конкуренция в традиционных либеральных центрах Шотландии и Уэльса со стороны Шотландской национальной партии и Пледа Камру, популярность которых росла с 1960-х годов. Хотя Эмлин Хусон после смерти Клемента Дэвиса в 1962 году 17 лет удерживал место в Монтгомеришире (1962—1979), партия к 1966 году потеряла пять мест в Уэльсе по сравнению с 1950 годом. В сентябре 1966 года валлийские либералы сформировали свою собственную партию, Валлийскую либеральную, превратив британскую Либеральную партию в федеральную структуру.
На местных выборах Ливерпуль оставался оплотом либералов: в 1973 году партия получила большинство мест на выборах в новый городской совет Ливерпуля. 26 июля того же 1973 года партия выиграла дополнительные выборы на Острове Или (Клемент Фрейд) и в Рипоне (Дэвид Остик). На выборах в феврале 1974 года либералы получили 6,1 миллиона голосов, рекордный результат за всю историю партии, консерваторы во главе с премьер-министром Эдвардом Хитом обошли лейбористов более чем на 200 тысяч голосов, но получили на 4 места меньше чем Лейбористская партия. После того как депутаты-юнионисты из Ольстера отказались поддержать Хита из-за заключения Саннингдейлского соглашения, консерваторы предложили либералам создать коалиционное правительство, в котором Торп должен был возглавить Министерство внутренних дел. Торп был согласен, но партия требовала чтобы консерваторы обязалось ввести пропорциональное представительство и сменить премьер-министра. Первое было неприемлемо для Консервативной партии, а второе — лично для Хита, поэтому переговоры провалились. Вместо этого было сформировано лейбористское правительство меньшинства под руководством Гарольда Вильсона, но без формальной поддержки со стороны либералов. На досрочных выборах в октябре 1974 года либералы и консерваторы понесли потери, а лейбористы получило незначительное большинство.
Впоследствии Торп был вынужден уйти в отставку после обвинений в том, что пытался убить своего любовника. Новый лидер партии, Дэвид Стил, в марте 1977 года заключил соглашение (Lib-Lab pact) с преемником Вильсона на посту премьер-министра Джеймсом Каллагэном, согласно которому либералы поддержали бы правительство решающими голосами в обмен на некоторое влияние на политику. Соглашение продлилось полтора года, до сентября 1978, но в целом оказалось неудачным по двум причинам: ключевое требование либералов о введении пропорционального представительства было отклонено большинством депутатов-лейбористов, в то время как контакты между представителями либералов и министрами лейбористской партии часто оказывались бесплодными, например, из-за личной враждебности.

### Альянс, либерал-демократы и воссозданная Либеральная партия
Выборы 1979 года уверенно выиграла Консервативная партия под руководством Маргарет Тэтчер, подвешенный парламент ушёл в прошлое, что отбросило либералов обратно на обочину политический жизни.
В 1981 году группа политиков из правого крыла лейбористов во главе с бывшими министрами кабинета Роем Дженкинсом, Дэвидом Оуэном и Ширли Уильямс выступили с критикой партийного руководства и вскоре покинули партию, образовав свою, Социал-демократическую партию. К новой партии присоединились 28 лейбористских депутатов Палаты общин, а также один депутат-консерватор. Уже вскоре социал-демократы и либералы сформировали Альянс СДП — Либералы, который какое-то время набирал до 50 % в опросах общественного мнения и, казалось, был способен победить на следующих выборах. Действительно, Стил был настолько уверен в победе Альянса, что заявил на конференции либералов 1981 года: «Возвращайтесь к своим избирательным округам и готовьтесь к созданию правительства!».
Однако после Фолклендской войны популярность тори стала расти и вскоре они обогнали Альянс. На выборах 1983 года консерваторы доибились успеха с большим перевесом, а лейбористы снова стали официальной оппозицией. Хотя Альянс СДП — Либералы приблизился к Лейбористской партии по числу голосов (25 % против 28), у него было всего 23 депутата по сравнению с 209 у лейбористов. Поддержка Альянса была рассредоточена по всей стране и не была сконцентрирована в достаточном количестве регионов, чтобы можно было получить места.
На выборах 1987 года доля голосов, отданных за Альянс, немного снизилась, и теперь у него было 22 депутата. После выборов Стил предложил слияние двух партий. Большинство членов СДП проголосовали за слияние, но часть во главе с Дэвидом Оуэном отказались объединяться, создав позже новую партию под под тем же названием.
В марте 1988 года Либеральная и Социал-демократическая партия объединились, чтобы создать партию Социальных и либеральных демократов, переименованную в октябре 1989 года в Либеральные демократы. К объединённой партии присоединились более двух третей либералов вместе со всеми действующими депутатами. Стил и лидер социал-демократов Роберт Макленнан некоторое время исполняли обязанности временных руководителей объединённой партии.
Группа либералов, противников слияния с социал-демократами, в том числе Майкл Медоукрофт (бывший член парламента от Лидс-Уэста и последний избранный президент Либеральной партии) и Пол Виггин (член городского совета Питерборо), решили сохранить Либеральную партию. Медоукрофт присоединился к либеральным демократам в 2007 году, но Либеральная партия, воссозданная при его участии в 1989 году, действует до сих пор, занимая места в местных советах и безуспешно выдвигая кандидатов на парламентских выборах. Так, на выборах 2019 года партия выставила 19 кандидатов, ни один из которых не смог набрать в своём округе хотя 5 % голосов (всего на тех выборах партия набрала 10 876 голосов или 0,03 %).

## Либеральные премьер-министры
| №  | Портрет          | Имя                                       | Начало полномочий    | Окончание полномочий | Срок |
| -- | ---------------- | ----------------------------------------- | -------------------- | -------------------- | ---- |
| 37 |                  | Генри Темпл (второй срок) (1784—1865)     | 12 июня 1859 года    | 18 октября 1865 года | 2320 |
| 38 |                  | Джон Рассел (второй срок) (1792—1878)     | 29 октября 1865 года | 26 июня 1866 года    | 240  |
| 41 |                  | Уильям Гладстон (первый срок) (1809—1898) | 3 декабря 1868 года  | 17 февраля 1874 года | 1902 |
| 43 | (второй срок)    | 23 апреля 1880 года                       | 9 июня 1885 года     | 1873                 |      |
| 45 | (третий срок)    | 1 февраля 1886 года                       | 20 июля 1886 года    | 169                  |      |
| 47 | (четвёртый срок) | 15 августа 1892 года                      | 2 марта 1894 года    | 564                  |      |
| 48 |                  | Арчибальд Примроуз (1847—1929)            | 5 марта 1894 года    | 22 июня 1894 года    | 109  |
| 51 |                  | Генри Кэмпбелл-Баннерман (1836—1908)      | 5 декабря 1905 года  | 3 апреля 1908 года   | 850  |
| 52 |                  | Герберт Генри Асквит (1852—1928)          | 5 апреля 1908 года   | 5 декабря 1916 года  | 3166 |
| 53 |                  | Дэвид Ллойд-Джордж (1863—1945)            | 6 декабря 1916 года  | 19 октября 1922 года | 2143 |

## Электоральная история
| Выборы       | Лидер                     | Голоса    | Голоса | Места      | Места | Позиция | Правительство                                      |
| Выборы       | Лидер                     | Голоса    | %      | Места      | ±     | Позиция | Правительство                                      |
| ------------ | ------------------------- | --------- | ------ | ---------- | ----- | ------- | -------------------------------------------------- |
| 1865         | Генри Джон Темпл          | 508 821   | 59,5   | 369 из 658 | ▲ 13  | ▬ 1-е   | Либералы                                           |
| 1868         | Уильям Гладстон           | 1 428,776 | 61,5   | 387 из 658 | ▲ 18  | ▬ 1-е   | Либералы                                           |
| 1874         | Уильям Гладстон           | 1 281 159 | 52,0   | 242 из 652 | ▼ 145 | ▼ 2-е   | Консерваторы                                       |
| 1880         | Спенсер Кавендиш          | 1 836 423 | 54,2   | 352 из 652 | ▲ 110 | ▲ 1-е   | Либералы                                           |
| 1885         | Уильям Гладстон           | 2 199 198 | 47,4   | 319 из 670 | ▼ 33  | ▬ 1-е   | Либеральное меньшинство                            |
| 1886         | Уильям Гладстон           | 1 353 581 | 45,5   | 191 из 670 | ▼ 128 | ▼ 2-е   | Консерваторы—Либерал-юнионисты                     |
| 1892         | Уильям Гладстон           | 2 088 019 | 45,4   | 272 из 670 | ▲ 80  | ▲ 1-е   | Либеральное меньшинство                            |
| 1895         | Арчибальд Филипп Примроуз | 1 765 266 | 45,7   | 177 из 670 | ▼ 95  | ▼ 2-е   | Консерваторы—Либерал-юнионисты                     |
| 1900         | Генри Кэмпбелл-Баннерман  | 1 572 323 | 44,7   | 183 из 670 | ▲ 6   | ▬ 2-е   | Консерваторы—Либерал-юнионисты                     |
| 1906         | Генри Кэмпбелл-Баннерман  | 2 565 644 | 48,9   | 398 из 670 | ▲ 214 | ▲ 1-е   | Либералы                                           |
| Январь 1910  | Герберт Генри Асквит      | 2 712 511 | 43,5   | 274 из 670 | ▼ 123 | ▬ 1-е   | Либеральное меньшинство                            |
| Декабрь 1910 | Герберт Генри Асквит      | 2 157 256 | 43,2   | 272 из 670 | ▼ 2   | ▬ 1-е   | Либеральное меньшинство                            |
| 1918         | Герберт Генри Асквит      | 1 355 398 | 13,0   | 36 из 707  | ▼ 235 | ▼ 5-е   | Либеральная коалиция—Консерваторы                  |
| 1922         | Герберт Генри Асквит      | 2 601 486 | 18,9   | 62 из 615  | ▲ 26  | ▲ 3-е   | Консерваторы                                       |
| 1923         | Герберт Генри Асквит      | 4 129 922 | 29,7   | 158 из 615 | ▲ 96  | ▬ 3-е   | Лейбористское меньшинство                          |
| 1924         | Герберт Генри Асквит      | 2 818 717 | 17,8   | 40 из 615  | ▼ 118 | ▬ 3-е   | Консерваторы                                       |
| 1929         | Дэвид Ллойд Джордж        | 5 104 638 | 23,6   | 59 из 615  | ▲ 19  | ▬ 3-е   | Лейбористское меньшинство                          |
| 1931         | Герберт Луис Сэмюэл       | 1 346 571 | 6,5    | 33 из 615  | ▼ 29  | ▼ 4-е   | Консерваторы—Либералы—Национал-лейбористы          |
| 1935         | Герберт Луис Сэмюэл       | 1 414 010 | 6,7    | 21 из 615  | ▼ 12  | ▬ 4-е   | Консерваторы–Национал-либералы—Национал-лейбористы |
| 1945         | Арчибальд Синклер         | 2 177 938 | 9,0    | 12 из 640  | ▼ 9   | ▲ 3-е   | Лейбористы                                         |
| 1950         | Клемент Дэвис             | 2 621 487 | 9,1    | 9 из 625   | ▼ 3   | ▼ 6-е   | Лейбористы                                         |
| 1951         | Клемент Дэвис             | 730 546   | 2,5    | 6 из 625   | ▼ 3   | ▲ 4-е   | Консерваторы—Национал-либералы                     |
| 1955         | Клемент Дэвис             | 722 402   | 2,7    | 6 из 630   | ▬ 0   | ▲ 3-е   | Консерваторы—Национал-либералы                     |
| 1959         | Джо Гримонд               | 1 640 760 | 5,9    | 6 из 630   | ▬ 0   | ▬ 3-е   | Консерваторы—Национал-либералы                     |
| 1964         | Джо Гримонд               | 3 099 283 | 11,2   | 9 из 630   | ▲ 3   | ▬ 3-е   | Лейбористы                                         |
| 1966         | Джо Гримонд               | 2 327 533 | 8,5    | 12 из 630  | ▲ 3   | ▬ 3-е   | Лейбористы                                         |
| 1970         | Джереми Торп              | 2 117 035 | 7,5    | 6 из 630   | ▼ 6   | ▬ 3-е   | Консерваторы                                       |
| Февраль 1974 | Джереми Торп              | 6 059 519 | 19,3   | 14 из 635  | ▲ 8   | ▬ 3-е   | Лейбористское меньшинство                          |
| Октябрь 1974 | Джереми Торп              | 5 346 704 | 18,3   | 13 из 635  | ▼ 1   | ▬ 3-е   | Лейбористы                                         |
| 1979         | Дэвид Стил                | 4 313 804 | 13,8   | 11 из 635  | ▼ 2   | ▬ 3-е   | Консерваторы                                       |
| 1983         | Дэвид Стил                | 4 273 146 | 25,4   | 17 из 650  | ▲ 6   | ▬ 3-е   | Консерваторы                                       |
| 1987         | Дэвид Стил                | 4 170 849 | 22,6   | 17 из 650  | ▬ 0   | ▬ 3-е   | Консерваторы                                       |

Notes
1. ↑  Первые выборы, проведенные в соответствии с Актом о реформе 1867 года.
2. ↑  Первые выборы, проведенные в соответствии с Актом о народном представительстве 1884 года и Актом о перераспределении мест 1885 года.
3. ↑  Первые выборы, проведённые в соответствии с Актом о народном представительстве 1918 года, согласно которому право голоса получили все мужчины старше 21 года и большинство женщин старше 30 лет.
4. ↑  Первые выборы в рамках всеобщего избирательного права, на которых могли голосовать все женщины старше 21 года.
5. ↑  Первые выборы, в которых в соответствии с Актом о народном представительстве 1969 года могли участвовать все лица в возрасте от 18 до 20 лет.